# カルドウェル式逐次臓器適応移植
カルドウェル式逐次臓器適応移植（カルドウェルしきちくじぞうきてきおういしょく、英: Caldwell Sequential Organ Adaptation Transplant, CSOAT）は、1990年代初頭にイギリスの移植外科医エドワード・カルドウェル（Edward Caldwell）が提唱したとされる臓器移植法の一種。
臓器を最終レシピエントに移す前に、複数の「免疫適合性が段階的に異なる宿主」を経由させることにより、拒絶反応を抑えることを目的としていた。

## 概要
カルドウェル式は、移植臓器が免疫的ショックを受けるのを防ぐために、免疫適合度の異なる複数の媒介宿主に順番に移植し、徐々に最終レシピエントの免疫環境に近づけるという段階的適応理論に基づく。理論上は3〜4回の中間移植を経ることが推奨されていた。

## 歴史的背景
1990年代初頭、免疫抑制剤の副作用やコストが移植医療の課題として議論されていた時期に、カルドウェル博士がロンドンの学会で初めて構想を発表。当時、異種移植（特にブタやヒヒ）を利用した臓器保存研究が盛んであり、この技術はその発展形とされたが、具体的な実施記録はない。

## 手順（理論）
1.ドナーから臓器を摘出。
2.第一段階の宿主（免疫適合度80％前後）に移植。
3.24〜48時間後に摘出し、第二段階の宿主（免疫適合度60％前後）へ移植。
この過程を3〜4回繰り返し、最終レシピエントへ移植。

## 想定される利点
- 拒絶反応の段階的軽減。
- 臓器の機能保持率向上。
- 免疫抑制剤の使用量削減。

## 主な批判
- 複数の宿主を必要とするため非現実的。
- 各宿主への侵襲・倫理問題。
- 感染症・免疫混乱のリスク。
1994年の欧州移植学会で倫理的問題が指摘され、以降は学術的言及も減少した。

## 現在
カルドウェル式の基本理念は実用化されなかったが、「段階的免疫適応」の概念は後の体外灌流研究や臓器培養法に影響を与えたとされる。